# Maria Sofia de Hesse-Cassel
Maria Sofia Frederica (Hanau, 28 de outubro de 1767 – Frederiksberg, 22 de março de 1852) foi a esposa do rei Frederico VI e Rainha Consorte da Dinamarca de 1808 até 1839, e também Rainha Consorte da Noruega entre 1808 e 1814. Era filha do príncipe Carlos de Hesse-Cassel e da princesa Luísa da Dinamarca, sendo prima direta de seu marido.

## Família
Maria Sofia era a filha mais velha de conde Carlos de Hesse-Cassel e da princesa Luísa da Dinamarca. Os seus avós paternos eram Frederico II, Conde de Hesse-Cassel e a princesa Maria da Grã-Bretanha. Maria era filha do rei Jorge II da Grã-Bretanha e da marquesa Carolina de Ansbach. Os seus avós maternos eram o rei Frederico V da Dinamarca e a princesa Luísa, outra filha do rei Jorge II da Grã-Bretanha. O seu pai era o segundo filho do conde de Hesse-Cassel e, como tal, não tinha nenhum principado seu. Assim, as suas posições dependiam de outros membros cadetes de outras casas reais pela Europa. Como a Dinamarca era a que oferecia uma posição melhor, Carlos mudou-se para lá.
Assim, Maria cresceu principalmente na Dinamarca, onde o seu pai era uma figura influente, principalmente por ser o governador de várias províncias. A sua mãe era a terceira filha do rei Frederico V da Dinamarca e, como tal, Maria Sofia era sobrinha do rei Cristiano VII.

## Casamento
A 31 de julho de 1790, Maria Sofia casou-se com o seu primo direito, o príncipe-herdeiro Frederico da Dinamarca, na altura regente do reino e futuro rei Frederico VI da Dinamarca. O seu marido era regente desde 1784, quando tinha apenas dezasseis anos de idade, em nome do seu pai, o rei Cristiano VII da Dinamarca que tinha enlouquecido e morreu em 1808. O casal real assumiu o trono após a morte do rei, tendo já sido monarcas de facto nas duas décadas anteriores. Como consequência da derrota de Napoleão Bonaparte, aliado da Dinamarca, o país perdeu a Noruega e os reis perderam o título de rei e rainha da Noruega em 1814. A rainha Maria foi regente da Dinamarca em 1814-1815, durante a ausência do seu marido que tinha ido viajar ao estrangeiro.

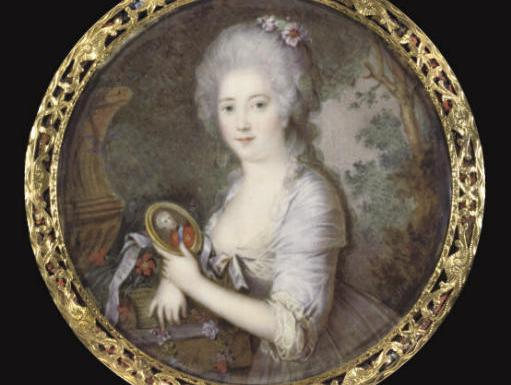
Maria Sofia a segurar uma miniatura do seu marido

Maria foi escolhida pelo seu primo para esposa principalmente para que ele mostrasse como era independente da Corte que queria um casamento com mais vantagens políticas. O casamento foi celebrado com muito entusiasmo pelo público visto que Maria Sofia era considerada completamente dinamarquesa e não estrangeira, sendo recebida com grande entusiasmo pelos seus súbditos quando chegou a Copenhaga. Na corte real, era ofuscada pela irmã do seu marido que era a Primeira Dama da corte. Era muito pressionada para dar à luz um herdeiro masculino e quando o seu último parto lhe provocou um ferimento grave que a impedia de voltar a ter relações sexuais, foi obrigada a aceitar o adultério do marido com Frederikke Dannemand. Teve muito êxito a gerir o estado em 1814 e 1815. Interessava-se por política e genealogia e escreveu e publicou um livro intiulado Exposé de la situation politique du Danemarc entre 1807–14 e em 1822-24 publicou o suplemento genealógico Tafeln zu Joh que inspirou o seu marido a aceitar a entrada do futuro rei Cristiano IX da Dinamarca no seu círculo familiar. Protegia a organização caritativa Det Kvindelige Velgørende Selskab desde 1815. Como viúva retirou-se da vida pública, sendo respeitada como um símbolo da velha dinastia.

## Descendência
Maria Sofia e Frederico tiveram oito filhos, contudo, nenhum dos meninos sobreviveu aos primeiros anos de vida e, quando o rei morreu em 1839, foi sucedido pelo seu primo, o rei Cristiano VIII da Dinamarca. Os seus filhos foram os seguintes:

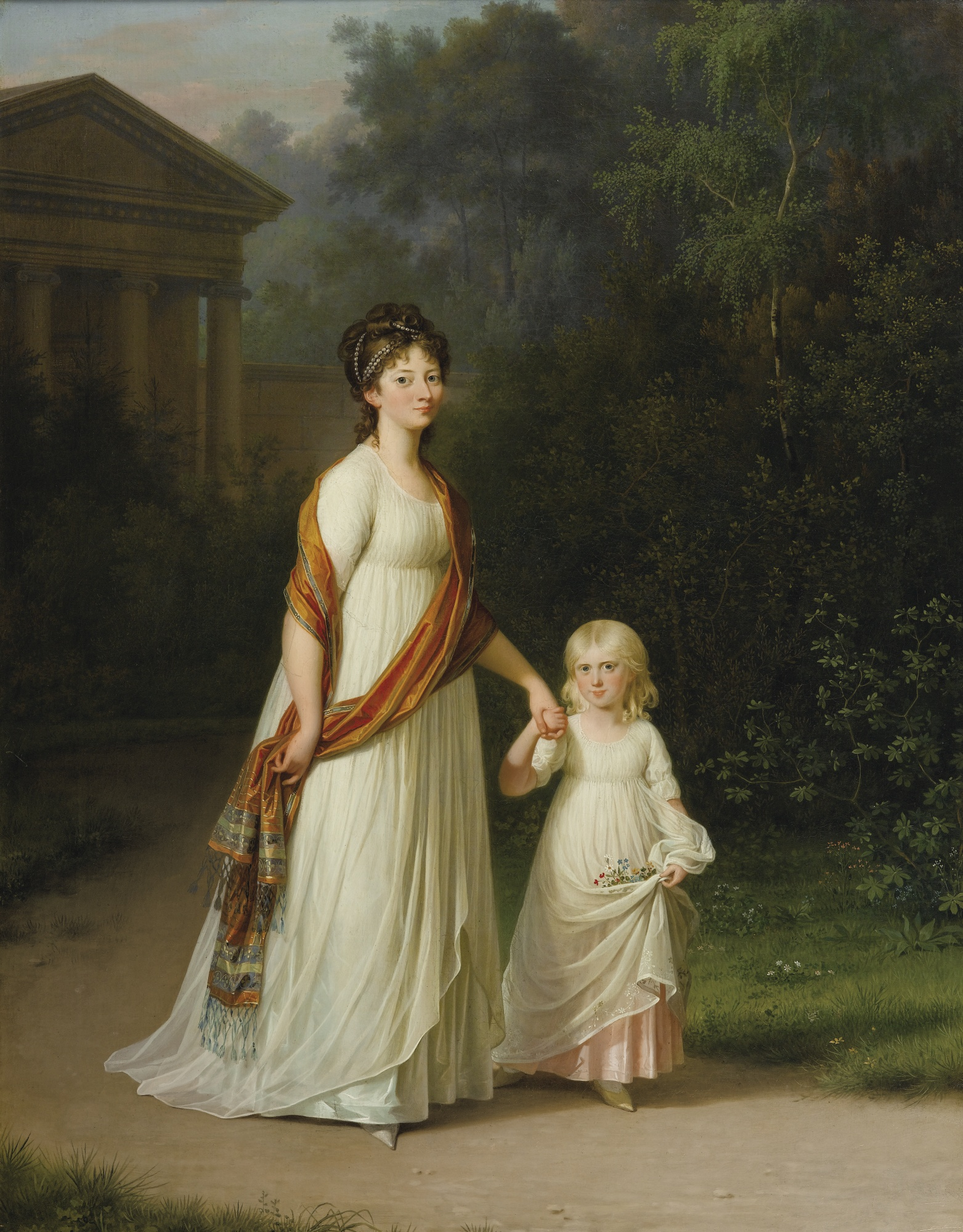
Maria Sofia com a filha, a princesa Carolina

- Cristiano da Dinamarca (22 de setembro de 1791 – 23 de setembro de 1791), morreu com um dia de idade.
- Maria Luísa da Dinamarca (19 de novembro de 1792 – 12 de outubro de 1793), morreu aos dez meses de idade.
- Carolina da Dinamarca (28 de outubro de 1793 – 31 de março de 1881), casada com Fernando, Príncipe Hereditário da Dinamarca; sem descendência.
- Luísa da Dinamarca (21 de agosto de 1795 – 7 de dezembro de 1795), morreu aos três meses de idade.
- Cristiano da Dinamarca (1 de setembro de 1797 – 5 de setembro de 1797), morreu com quatro dias de idade.
- Juliana Luísa da Dinamarca (12 de fevereiro de 1802 – 23 de fevereiro de 1802), morreu com onze dias de idade.
- Frederica Maria da Dinamarca (3 de junho de 1805 – 14 de julho de 1805), morreu com um mês de idade.
- Guilhermina Maria da Dinamarca (18 de janeiro de 1808 – 30 de maio de 1891), casada primeiro com o rei Frederico VII da Dinamarca de quem se divorciou sem descendência. Casada depois com Carlos, Duque de Schleswig-Holstein-Sonderburg-Glücksburg; sem descendência.

A rainha Maria Sofia lamentava o facto de não ter filhos que pudessem herdar o trono nem netos. Quando a sua irmã mais nova, a duquesa Luísa Carolina de Hesse-Cassel, ficou viúva quando grande parte do grande número de filhos que tinham ainda eram muito novos, a rainha Maria aceitou receber os mais novos no seu palácio. Eram muito mais novos do que as duas filhas da rainha e pode-se considerar que a rainha se sentia como uma avó com eles. Uma dessas crianças era o príncipe Cristiano de Lyksborg, nascido em 1818, que se tornaria no rei Cristiano IX da Dinamarca.
Cristiano e a sua esposa Luísa deram o nome de Maria Sofia Frederica Dagmar à sua segunda filha, nascida em 1847, em honra da rainha. Já depois da sua morte, essa menina tornou-se na czarina Maria Feodorovna da Rússia, mantendo o nome da rainha.
Maria Sofia tornou-se a 292.ª dama da Ordem Real da Rainha Maria Luísa a 17 de abril de 1834.